# 泽罗布兰科
泽罗布兰科（義大利語：Zero Branco），是意大利威尼托大区特雷维索省的一个市镇。总面积26平方公里，人口10763人，人口密度414.0人/平方公里（2009年）。国家统计（ISTAT）代码为026095。